# Annapolis Valley

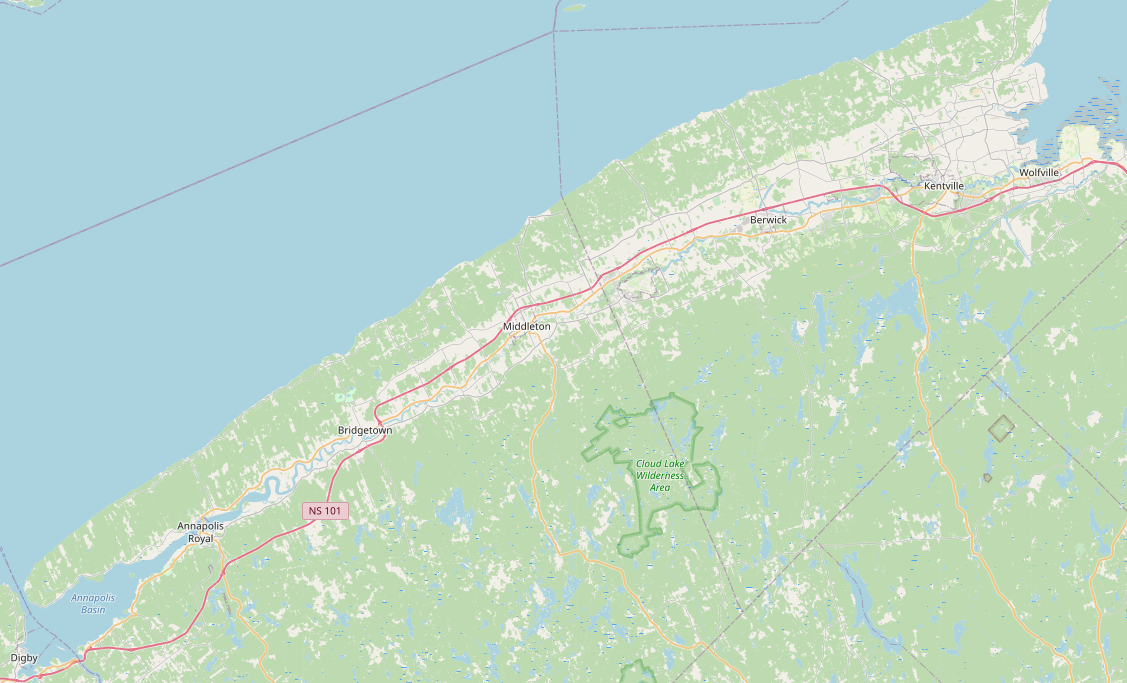
Mapa Annapolis-Cornwallis Valley

Annapolis Valley (także Annapolis–Cornwallis Valley) – dolina rzeczna o szerokości 5–15 km, długa na ok. 100–120 km, w północno-zachodniej części półwyspu Nowa Szkocja (hrabstwa: Kings i Annapolis), stanowiąca region ekonomiczny. Zasiedlona przez Europejczyków od XVII w. – do drugiej połowy wieku następnego przez osadników francuskojęzycznych (Akadian), następnie głównie przez anglojęzycznych przybyszów z Nowej Anglii. Wykorzystywana rolniczo, szczególnie do połowy XX w., z dużym udziałem sadów owocowych (jabłka); obecnie rozwija się głównie turystyka.

## Geografia
Dolina rzeczna, określana także mianem Annapolis–Cornwallis Valley, szeroka na 5–15 km i długa na ok. 100–120 km, położona w północno-zachodniej części półwyspu Nowa Szkocja (hrabstwa: Kings i Annapolis) w ciągu dwóch rzek, oddzielonych u swoich źródeł niewielkim przewyższeniem (ok. 50 m n.p.m.): Annapolis River i Cornwallis River, ciągnąca się od ujścia jednej rzeki do ujścia drugiej, od północnego zachodu ograniczona jest nadmorskim pasmem pochodzenia wulkanicznego North Mountain, a od południa śródlądowym masywem South Mountain. Średnia temperatura miesięczna na tym obszarze wynosi od –5 °C do +19 °C (nieco wyższa niż na otaczających go obszarach). Suma opadów w dolinie, z czego 15–25% to opad śnieżny, kształtuje się na poziomie 1120 mm (mniej niż na otaczających ją terenach). Liczba dni bez mrozu również jest większa niż na obszarach sąsiednich.

## Osadnictwo
Doceniając płaski, marszowy charakter doliny, dodatkowo pozbawiony zjawisk meteorologicznych właściwych dla pobliskiej Zatoki Fundy (której pływy jednak oddziałują na glebę regionu, wtłaczając w górę obu rzek wodę morską), w rejon ten w XVII w. przybyli pierwsi europejscy koloniści, tworząc w latach 40. tego stulecia francuską osadę Port-Royal, która stała się głównym ośrodkiem osadnictwa na zachodnim wybrzeżu półwyspu Nowa Szkocja (centralnego obszaru francuskojęzycznej Akadii). Zajęcie Port-Royal przez wojska angielskie w 1710 zaowocowało w ciągu następnego półwiecza istotnymi zmianami demograficznymi rejonu doliny, której ludność akadyjska wyjściowo kształtowała się na poziomie ok. 14 tys. (włączając w to także kolonistów z obszarów wokół Cumberland Basin) i utrzymywała się stale na podobnym poziomie, a która począwszy od 1755, podlegając przymusowym deportacjom, została jednak już w 1775 (w ramach całej kolonii Nowa Szkocja) zdominowana przez anglojęzycznych przybyszów z Nowej Anglii.

## Gospodarka
Osiadli zwłaszcza na równinnych, podmokłych obszarach środkowego (nadrzecznego) pasa doliny Akadianie, oprócz uprawy roli (wspomaganej od XVIII w., a także i w czasach współczesnych budową systemu grobli i śluz, dzięki czemu powiększano areał ziem pod uprawę), trudnili się także rybactwem i handlem futrami. Powstanie w 1869 kolejowego połączenia doliny ze stołecznym Halifaksem zintensyfikowało rozwój rolnictwa na tym obszarze, zwiększając znacznie już istniejący eksport uprawianych tutaj, choć dotychczas głównie na potrzeby własne, owoców (szczególnie jabłek), warzyw i zbóż. Do lat 50. XX w., kiedy doszło do załamania w eksporcie jabłek do Wielkiej Brytanii przy jednoczesnej niemożności znalezienia innych rynków zbytu w Ameryce Północnej, rolnictwo oparte na zbiorach tych owoców (osiągały one na przełomie XIX i XX w. miliony buszli rocznie) było podstawą gospodarki regionu, co uległo zmianie od lat 60. XX w. – w następstwie przemian w charakterystyce użytkowania gruntu (redukcja areału sadów) doszło w regionie do zmniejszenia znaczenia rolnictwa na rzecz turystyki. Dzięki uruchomieniu w 1984 na Annapolis River elektrowni pływowej (Annapolis Tidal Generating Station) o mocy 20 MW, produkującej rocznie 30 milionów kWh, dostęp do elektryczności uzyskało 4,5 tys. gospodarstw domowych. Współcześnie obszar doliny wyodrębniany jest jako jeden z regionów ekonomicznych (economic region; ER) Kanady.